# ارتعاش الکترونیکی
ارتعاش الکترونیکی (که به آن جفت مشتق نیز گفته می شود) در یک مولکول متضمن تعامل بین حرکت ارتعاشی الکترونیکی و هسته ای است. اصطلاح "ویبرونیک" از ترکیب اصطلاحات "ارتعاشی" و "الکترونیکی" سرچشمه گرفته است و بیانگر این عقیده است که در یک مولکول ، فعل و انفعالات ارتعاشی و الکترونیکی با یکدیگر ارتباط دارند و بر یکدیگر تأثیر می گذارند. بزرگی اتصال ویبرونیک میزان چنین ارتباطی را نشان می دهد.
در شیمی نظری ، جفت ویبرونیک در تقریب متولد-اپنهایمر مورد غفلت قرار گرفته است. اتصالات ویبرونیک برای درک فرایندهایی به ویژه در نزدیکی نقاط تقاطع مخروطی بسیار مهم است. محاسبه مستقیم اتصالات ویبرونیک به دلیل مشکلات ناشی از ارزیابی آن متداول نیست.

## تعریف
جفت ویبرونیک مخلوط کردن حالت های مختلف الکترونیکی را در نتیجه لرزش های کوچک توصیف می کند.
{\displaystyle \mathbf {f} _{k'k}\equiv \langle \,\chi _{k'}(\mathbf {r} ;\mathbf {R} )\,|\,{\hat {\nabla }}_{\mathbf {R} }\chi _{k}(\mathbf {r} ;\mathbf {R} )\rangle _{(\mathbf {r} )}}

## ارزیابی
ارزیابی جفت ویبرونیک اغلب شامل مسائل پیچیده ریاضی است.

### شیب های عددی
شکل اتصال ویبرونیک در اصل مشتق تابع موج است. هر یک از مؤلفه های بردار اتصال ویبرونیک را می توان با روش تمایز عددی با استفاده از توابع موج در هندسه های جابجایی محاسبه کرد. این روشی است که در مولپرو استفاده می شود.
مرتبه نخست با فرمول اختلاف رو به جلو قابل دستیابی است:
{\displaystyle (\mathbf {f} _{k'k})_{l}\approx {\frac {1}{d}}\left[\gamma ^{k'k}(\mathbf {R} |\mathbf {R} +d\mathbf {e} _{l})-\gamma ^{k'k}(\mathbf {R} |\mathbf {R} )\right]}
مرتبه دوم با فرمول تفاوت مرکزی حاصل می شود:
{\displaystyle (\mathbf {f} _{k'k})_{l}\approx {\frac {1}{2d}}\left[\gamma ^{k'k}(\mathbf {R} |\mathbf {R} +d\mathbf {e} _{l})-\gamma ^{k'k}(\mathbf {R} |\mathbf {R} -d\mathbf {e} _{l})\right]}
اینجا، {\displaystyle \mathbf {e} _{l}} یک بردار واحد در جهت است {\displaystyle l} . {\displaystyle \gamma ^{k'k}} چگالی انتقال بین دو حالت الکترونیکی است.
{\displaystyle \gamma ^{k'k}(\mathbf {R} _{1}|\mathbf {R} _{2})=\langle \chi _{k'}(\mathbf {r} ;\mathbf {R} _{1})\,|\,\chi _{k}(\mathbf {r} ;\mathbf {R} _{2})\rangle _{(\mathbf {r} )}}
ارزیابی توابع موج الکترونیکی برای هر دو حالت الکترونیکی در هندسه جابجایی N برای دقت مرتبه اول و جابجایی ۲ * N برای دستیابی به دقت مرتبه دوم ، جایی که N تعداد درجه های هسته ای آزادی است مورد نیاز است. این می تواند محاسباتی برای مولکول های بزرگ باشد.
مانند سایر روشهای تمایز عددی ، ارزیابی بردار جفت با این روش از نظر عددی ناپایدار است و صحت نتیجه را محدود می کند. علاوه بر این ، محاسبه دو تراکم انتقال در شمارنده ساده نیست.

### روش های شیب تحلیلی
ارزیابی اتصالهای مشتق با روشهای گرادیان تحلیلی از مزیت دقت بالا و هزینه بسیار کم ، معمولاً بسیار ارزان تر از یک محاسبه تک نقطه ای برخوردار است. این به معنای یک عامل شتاب ۲N است. با این حال ، این روند شامل درمان و برنامه نویسی ریاضی است. در نتیجه ، در حال حاضر تعداد کمی از برنامه های ارزیابی تحلیلی اتصالات ویبرونیک را انجام داده اند.

## عبور و جلوگیری از عبور از سطوح انرژی بالقوه
در مجاورت تقاطع مخروطی ، جایی که سطوح انرژی بالقوه همان تقارن چرخش از هم عبور می کنند ، بزرگی اتصال جرمی ویبرونی به بی نهایت نزدیک می شود. در هر دو حالت ، تقریب آدیاباتیک یا تقریب بورن-اوپنهایمر با شکست مواجه می شوند و اتصالات ویبرونیک باید در نظر گرفته شوند.

## مشکلات و گزینه های دیگر
اگرچه برای درک فرایندهایی بسیار مهم است ، ارزیابی مستقیم اتصالات ویبرونیک بسیار محدود بوده است.
ارزیابی اتصالهای ویبرونیک معمولاً با مشکلات جدی در تدوین ریاضی و اجرای برنامه همراه است. در نتیجه ، الگو های ارزیابی اتصالات ویبرونیک در بسیاری از مجموعه های برنامه شیمی کوانتومی هنوز اجرا نشده اند.

## توسعه نظری
اولین بحث در مورد تأثیر اتصال ویبرونیک بر طیف های مولکولی در مقاله توسط هرتبرگ و تلر ارائه شده است. اگر یک جفت ویبرونی قوی وجود داشته باشد ، لحظه انتقال الکترونیکی کاملاً به مختصات هسته ای وابسته خواهد بود و این دو دلیل متفاوت از تأثیر هرتبرگ-تلر در یک طیف دو تجلی از یک پدیده مشابه هستند (بخش ۱۴.۱.۹ را ببینید. کتاب توسط بانکر و جنسن. )